# 긍정적인 정신 상태
긍정적인 정신 상태(Positive mental attitude, PMA) 또는 긍정적인 마음 상태는 1937년 나폴리언 힐이 '생각하고 부자가 되어라(Think and Grow Rich)'라는 책에서 처음 소개한 개념이다. 이 책에서는 실제로 이 용어를 사용하지 않지만, 성공에 기여하는 요소로서 긍정적인 사고의 중요성을 논의한다. 나중에 콤바인드 인슈런스(Combined Insurance)의 창립자인 W. 클리먼트 스톤과 함께 "긍정적인 정신 태도를 통한 성공"(Success Through a Positive Mental Attitude)을 쓴 나폴리언은 긍정적인 정신 상태(태도)를 믿음, 진실성, 희망, 낙천주의, 용기, 주도성, 관용, 관용, 재치, 친절 및 좋은 상식 등의 단어로 표현되는 '플러스' 특성으로 정의한다.
긍정적인 정신 상태는 삶의 모든 상황에서 낙관적인 성향을 갖는 것이 긍정적인 변화를 가져오고 성취도를 높여준다고 주장하는 철학이다. 지지자들은 상황에 관계없이 승리하거나 바람직한 결과를 찾는 방법을 계속 찾고, 찾고, 실행하는 마음 상태를 사용한다. 이 개념은 부정성, 패배주의, 절망감과 반대되는 개념이다. 낙관주의와 희망은 PMA 발전에 필수적이다.
긍정적인 정신 상태는 작은 기쁨에서 더 큰 기쁨을 찾고, 가장 소중히 여기고 존경하며 가장 높은 개인의 미덕과 가치를 주저하거나 주저하지 않고 살아가는 철학이다.

## 같이 보기
- 창의성
- 신사고 운동
- 자기실현적 예언
- 자조론